# Iras Cotis
Iras Cotis ist eine interreligiöse Arbeitsgemeinschaft in der Schweiz, die als nationales Netzwerk den Austausch, den Dialog und die Zusammenarbeit zwischen Menschen mit unterschiedlichem religiösem und kulturellem Hintergrund fördert. Mitglieder sind rund 80 Religionsgemeinschaften und Organisationen, die sich im interreligiösen und interkulturellen Dialog engagieren. Im Vorstand des Vereins ist ein Grossteil der in der Schweiz ansässigen Religionsgemeinschaften vertreten. Der Vereinssitz befindet sich in Basel, die Geschäftsstelle in Zürich. Iras Cotis ist schweizweit tätig. Mit seinen drei grossen Projekten, ist der Verein sowohl in der Welschschweiz, dem Tessin wie auch in der Deutschschweiz vertreten.

## Geschichte
Am Anfang stand ein Wochenende auf der Luzerner Allmend, an dem sich Menschen aus Vietnam, Kambodscha, Laos, China und Tibet an Ständen und mit einem kulturellen und religiösen Programm den rund 2500 Besuchern vorstellten. Um den Austausch weiterzuführen, gründeten sie 1992 den Verein «Interreligiöse Arbeitsgemeinschaft in der Schweiz IRAS».
Gründungsgemeinschaften waren die Basler Mission, das Katharina-Werk, die Gemeinschaft Christen und Muslime, die Tibetergemeinschaft, die kambodschanische Gemeinschaft, die jüdisch-liberale Gemeinde Or Chadasch, die Beratungsstelle für Ausländerfragen der Stadt Zürich und bald darauf die Hindugemeinschaft in Adliswil. Wolfgang Schmidt, der damalige Präsident der Basler Mission, wurde erster Präsident, Heidi Rudolf übernahm die Geschäftsführung im Auftrag ihrer Gemeinschaft, des Katharina-Werks. Im Folgejahr wurde Peter Wittwer zum Präsidenten gewählt und Iras Cotis konsolidierte sich mit vielen neuen Mitgliedern und verschiedensten öffentlichen und beratenden Engagements.
In den ersten Jahren ging es um Unterstützung beispielsweise bei der Raumsuche und beim Kontakt mit Behörden. Und es fanden Schulungsveranstaltungen und thematische Tagungen statt. Iras Cotis machte die Erfahrung, dass Behörden die Religion damals oft kaum als wichtig für die gesellschaftliche Entwicklung und Integration ansahen. Es wurde ausser Acht gelassen, welchen Stellenwert die Zugewanderten ihrer Religion beimassen und dass sie diese auch entsprechend leben wollten.
Im Jahr 2000 trat Peter Wittwer zurück. An seiner Stelle wurde Reinhild Traitler, damals Leiterin des Evangelischen Tagungs- und Studienzentrums Boldern, ins Präsidium gewählt. Beim 10-jährigen Jubiläum 2002 nahmen neben vielen Minderheitengemeinschaften und Hilfswerken auch die grosse Zahl mittlerweile hinzugekommenen Kirchgemeinden, Kantonalkirchen und staatlichen Stellen teil – die Ansprache hielt die damalige Bundeskanzlerin Annemarie Huber-Hotz.
Im Jahr 2003 traten Reinhild Traitler als Präsidentin und Heidi Rudolf als Geschäftsführerin zurück. Als Nachfolger wurde der ehemalige Kirchenratspräsident und reformierte Pfarrer Georg Vischer zum Präsidenten gewählt, Heinz Haab wurde neuer Geschäftsführer. Beide engagierten sich für einen jährlich landesweit zu begehenden «Tag der Religionen». Inspiriert von der erfolgreichen «Woche der Religionen». Heinz Haab baute ein Netz mit Bezugspersonen in allen Kantonen auf, bildete ein Patronatskomitee, eine Lenkungsgruppe und eine Projektleitung. So konnte im Jahr 2007 die erste nationale «Woche der Religionen» veranstaltet werden, die seither Jahr für Jahr mit über 100 Veranstaltungen in der ganzen Schweiz erfolgreich durchgeführt wird.
In dieser Zeit wurde die Zusammenarbeit mit dem Verlag Editions Agora (damals Enbiro) bei der Übersetzung und Vermarktung der deutschen Ausgabe des «Kalenders der Religionen» aufgebaut. Bis 2014 führte ausserdem Heidi Rudolf die Beratungsarbeit weiter.
Im Jahr 2012 löste Rifa’at Lenzin als Präsidentin Georg Vischer ab. Mit ihr übernahm erstmals eine Vertreterin einer Minderheitengemeinschaft, nämlich der Muslime, die Leitung des Vereins. 2013 wurde Katja Joho als neue Geschäftsführerin angestellt. Iras Cotis setzte sich zum Ziel, ein neues Projekt speziell für Jugendliche und junge Erwachsene zu lancieren und für die breite Öffentlichkeit Religionen in der Schweiz erleb- und erfahrbar zu machen. So lädt « Dialogue en Route» seit Sommer 2017 zum Kennenlernen der religiös-kulturellen Vielfalt der Schweiz ein. Das Team um den Initiator des Projekts, Simon Gaus Caprez, hat an religiösen Stätten und Wegrouten, die von der bewegten Geschichte und pluralen Gegenwart zeugen, Angebote für Begegnungen, Dialog und Lernerfahrungen aufbereitet. Jugendliche spielen als Guides eine besonders aktive Rolle. Speziell Schulen und Klassen des Religionsunterrichts ermöglichen die Orte ausserschulisches Lernen, das Netzwerk der jungen Guides ist in vielen Bereichen des Projekts aktiv und hat den Aufbau massgeblich mitgestaltet.

## Ziele
Iras Cotis unterstützt lokale und regionale Organisationen, welche sich vor Ort für den interreligiösen Austausch einsetzen. Der Verein vernetzt solche Organisationen landesweit, unterstützt sie und verbreitet ihre Ergebnisse. Durch die Arbeit von Iras Cotis sollen auch Ergebnisse aus der Forschung ihren Weg in breitere Kreise finden. Iras Cotis möchte damit auch eine Brücke zu Entscheidungsträgern in Politik und Gesellschaft darstellen. Um den Zirkel der interreligiös engagierten Personen zu öffnen, versucht Iras Cotis auch Brücken von den Religionsgemeinschaften zur breiten Bevölkerung zu schlagen. Iras Cotis sucht daher Mittel und Wege, die Bedeutung religiöser Traditionen als Teil der Schweizer Kultur in breiten Kreisen ins Gespräch zu bringen mit dem Ziel, Ängste abzubauen, Verständnis zu fördern und den Weg zu gegenseitigem Respekt zu ebnen. Auf diese Weise möchte Iras Cotis einen Beitrag zum sozialen Frieden in der Schweiz leisten.

## Projekte
Iras Cotis hat das Ziel, den Austausch, den Dialog und die Zusammenarbeit zwischen Menschen mit unterschiedlichem religiösem und kulturellem Hintergrund zu fördern, Vorurteile und Ängste abzubauen und so zum sozialen Zusammenhalt in der Schweiz beizutragen. Das erreicht der Verein durch interreligiöse Projekte in den Bereichen Bildung, Begegnung und Vernetzung.

### Woche der Religionen

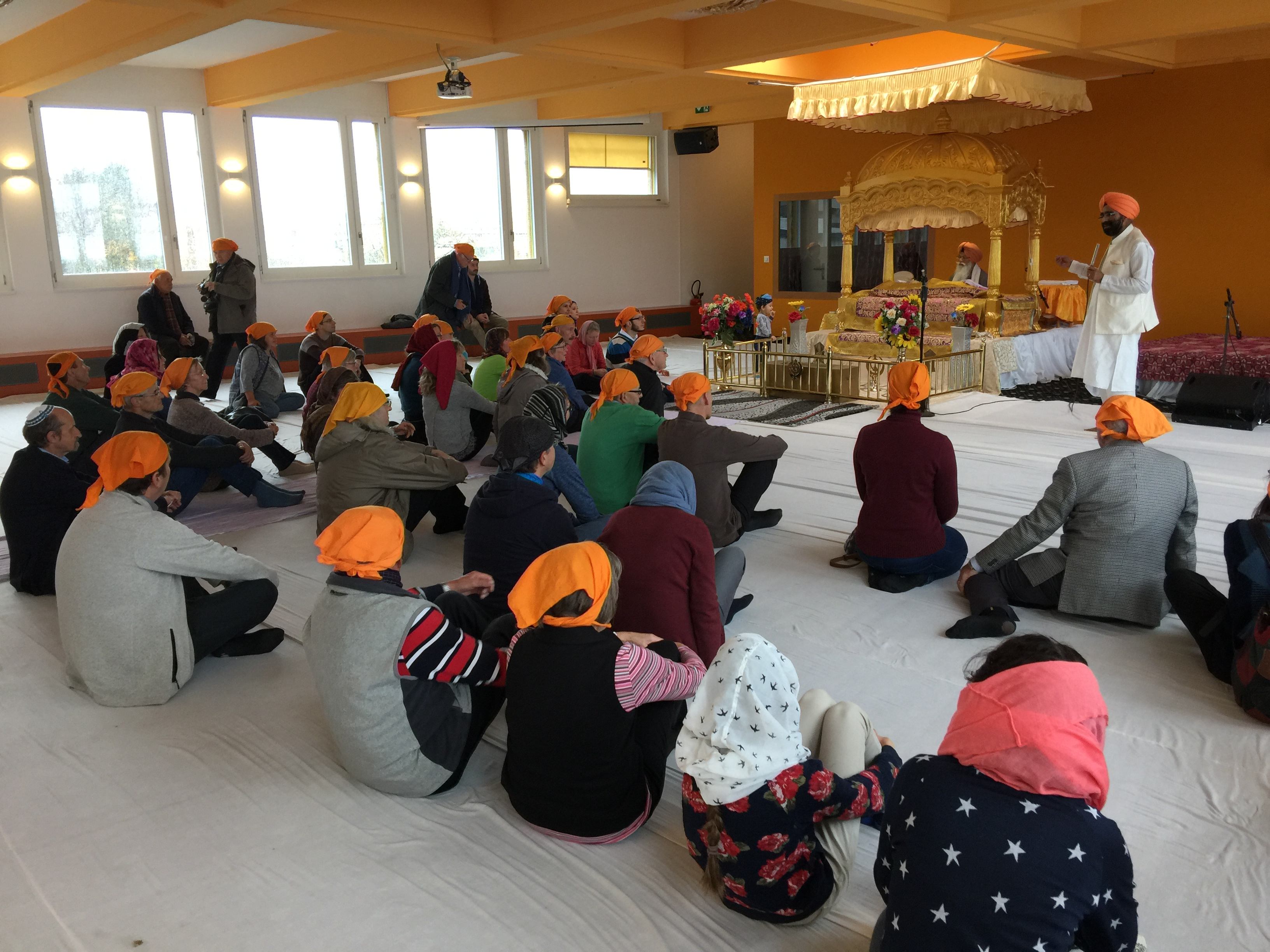
Besuch im Sikhtempel in Däniken (CH) während der Woche der Religionen 2017.

Iras Cotis ist Urheberin und Koordinatorin der «Woche der Religionen». Dieser Veranstaltungszyklus ist das erste grosse Projekt von Iras Cotis. Im Rahmen der Woche der Religionen erarbeiten Organisatoren in der ganzen Schweiz jedes Jahr in der ersten Novemberwoche rund 100 Veranstaltungen, die zu Begegnung und Dialog zwischen den in der Schweiz ansässigen Religionen und Kulturen einladen.

### Dialogue en Route
Das grösste Projekt von Iras Cotis ist «Dialogue en Route». Das von Iras Cotis koordinierte Projekt hat zum Ziel, die religiöse und kulturelle Vielfalt in der Schweiz zu thematisieren und sichtbar zu machen. Mehr als 120 Angebote laden Schulklassen aber auch anderen interessierten Gruppen ein, die Vielfalt in der Schweiz zu entdecken. Bedeutende kulturelle und religiöse Stätten, Bildungshäuser und Kulturinstitutionen vermitteln mit diversen Angeboten historisches Erbe und originale Begegnungen. Die Vermittlung findet über Jugendliche und junge Erwachsene statt, welche über ihre Erfahrungswelt sprechen und Wissen zu den Religionen vermitteln. Die jungen Guides können angefragt werden, ob sie eine Schulklasse besuchen, und sie begleiten die Angebote.

### Kalender der Religionen
Der Kalender der Religionen ist ein Projekt in Zusammenarbeit mit Éditions Agora und dient zur Unterstützung bei der Arbeit von religiös gemischten Teams und Schulen. Er richtet sich ausserdem auch an privat interessierte Personen oder solche, die sich in einem multireligiösen oder multikulturellen Umfeld bewegen. Der interreligiöse Kalender listet die Daten der wichtigsten Feste und Feiertage auf und reicht jeweils von September bis Dezember des Folgejahres. Jährlich behandelt er ein Thema und beleuchtet es monatlich im Hinblick auf unterschiedliche religiöse Traditionen. In den letzten Jahren wurden Themen wie Übergangsriten, Gebet und Meditation, Feste und Feiertage oder auch Sakrale Objekte behandelt. Jeder Monat wird von einem grossformatigen Bild zu einer bestimmten Tradition entlang der Thematik des Kalenders begleitet.

## Finanzierung
Iras Cotis wird finanziert durch Förderbeiträge von religiösen Gemeinschaften (52 %), durch Mitgliederbeiträge (17 %), Trägerschaftsbeiträge (14 %) und Spenden (17 %). Die Projekte werden separat durch Förderbeiträge finanziert, mehrheitlich von Stiftungen und der öffentlichen Hand.